# أوتو لودفيغ (مونتير)
أوتو لودفيغ (بالإنجليزية: Otto Ludwig)‏ هو مونتير أمريكي، ولد في 9 مارس 1903 في مقاطعة سونوما في الولايات المتحدة، وتوفي في 14 يناير 1983 في مقاطعة لوس أنجلوس في الولايات المتحدة.

## وصلات خارجية
- أوتو لودفيغ على موقع IMDb (الإنجليزية)
- أوتو لودفيغ على موقع ألو سيني (الفرنسية)
- أوتو لودفيغ على موقع أول موفي (الإنجليزية)
- أوتو لودفيغ على موقع قاعدة بيانات الأفلام السويدية (السويدية)
- أوتو لودفيغ على موقع قاعدة بيانات الفيلم (الإنجليزية)
- أوتو لودفيغ على موقع كينوبويسك (الروسية)